# Chelodina insculpta
Chelodina insculpta — вимерлий вид бокошиїх черепах родини Змієшиї черепахи (Chelidae). Скам'янілості виду знайдені у Дарлінг Даунс, Австралія. Черепаха існувала у пліоцені.